# Tubificida
Tubificida é uma ordem de anelídeos pertencentes à classe Clitellata.
Famílias:
- Dorydrilidae
- Naididae Ehrenberg, 1828
- Narapidae
- Opistocystidae Cernosvitov, 1936
- Parvidrilidae Erséus, 1999
- Phreodrilidae
- Propappidae Coates, 1986